# Seznam dílů seriálu Legenda
Toto je seznam dílů seriálu Legenda. Americký dramatický televizní seriál Legenda měl premiéru na stanici TNT.

## Přehled řad
| Řada | Díly | Premiéra v USA    | Premiéra v USA    | Premiéra v ČR  | Premiéra v ČR   |
| Řada | Díly | První díl         | Poslední díl      | První díl      | Poslední díl    |
| ---- | ---- | ----------------- | ----------------- | -------------- | --------------- |
| 1    | 10   | 13. dubna 2014    | 8. října 2014     | 12. února 2016 | 11. března 2016 |
| 2    | 10   | 2. listopadu 2015 | 28. prosince 2015 | 16. září 2016  | 14. října 2016  |

## Seznam dílů

### První řada (2014)
| Č. v seriálu | Č. v řadě | Původní název         | Český název         | Režie           | Scénář                                                                                            | Premiéra v USA | Premiéra v ČR   |
| ------------ | --------- | --------------------- | ------------------- | --------------- | ------------------------------------------------------------------------------------------------- | -------------- | --------------- |
| 1            | 1         | Pilot                 | Pilot               | David Semel     | námět: Howard Gordon, Mark Bomback a Jeffrey Nachmanoff scénář: Mark Bomback a Jeffrey Nachmanoff | 13. srpna 2014 | 12. února 2016  |
| 2            | 2         | Chemistry             | Chemik              | Brad Turner     | David Wilcox, Ethan Reiff a Cyrus Voris                                                           | 20. srpna 2014 | 12. února 2016  |
| 3            | 3         | Lords of War          | Obchodníci se smrtí | Brad Turner     | námět: Josh Pate, Ethan Reiff a Cyrus Voris scénář: Josh Pate                                     | 27. srpna 2014 | 19. února 2016  |
| 4            | 4         | Betrayal              | Zrada               | Deran Sarafian  | námět: Josh Pate, David Wilcox, Ethan Reiff a Cyrus Voris scénář: Josh Pate a David Wilcox        | 3. září 2014   | 19. února 2016  |
| 5            | 5         | Rogue                 | Na vlastní pěst     | Karen Gaviola   | Andrew Wilder                                                                                     | 10. září 2014  | 26. února 2016  |
| 6            | 6         | Gauntlet              | Na útěku            | Brad Turner     | Andrew Wilder                                                                                     | 17. září 2014  | 26. února 2016  |
| 7            | 7         | Quicksand             | Tekutý písek        | Terrence O'Hara | Josh Pate                                                                                         | 24. září 2014  | 4. března 2016  |
| 8            | 8         | Iconoclast            | Obrazoborec         | John Behring    | Geoff Aull                                                                                        | 1. října 2014  | 4. března 2016  |
| 9            | 9         | Wilderness of Mirrors | Střípky pravdy      | Milan Cheylov   | Josh Pate                                                                                         | 8. října 2014  | 11. března 2016 |
| 10           | 10        | Identity              | Pravá identita      | Brad Turner     | David Wilcox                                                                                      | 8. října 2014  | 11. března 2016 |

### Druhá řada (2015)
| Č. v seriálu | Č. v řadě | Původní název                         | Český název                     | Režie          | Scénář                      | Premiéra v USA     | Premiéra v ČR  |
| ------------ | --------- | ------------------------------------- | ------------------------------- | -------------- | --------------------------- | ------------------ | -------------- |
| 11           | 1         | The Legend of Dmitry Petrovich        | Příběh Dmitrije Petroviče       | Jamie Payne    | Ken Biller                  | 2. listopadu 2015  | 16. září 2016  |
| 12           | 2         | The Legend of Kate Crawford           | Příběh Kate Crawfordové         | Jamie Payne    | Raf Green                   | 9. listopadu 2015  | 16. září 2016  |
| 13           | 3         | The Legend of Curtis Ballard          | Příběh Curtise Ballarda         | Alrick Riley   | Aaron Allen                 | 23. listopadu 2015 | 23. září 2016  |
| 14           | 4         | The Legend of Ilyana Zakayeva         | Příběh Iljany Zakajevové        | Alrick Riley   | Andrew Chapman              | 30. listopadu 2015 | 23. září 2016  |
| 15           | 5         | The Legend of Terrence Graves         | Příběh Terrence Gravese         | Jon Jones      | Matthew Newman              | 7. prosince 2015   | 30. září 2016  |
| 16           | 6         | The Legend of Tamir Zakaye            | Příběh Tamira Zakajeva          | Jon Jones      | Chris Levinson              | 14. prosince 2015  | 30. září 2016  |
| 17           | 7         | The Second Legend of Dmitry Petrovich | Druhý příběh Dmitrije Petroviče | Jeff T. Thomas | Raf Green                   | 21. prosince 2015  | 7. října 2016  |
| 18           | 8         | The Legend of Doku Zakayev            | Příběh Dokua Zakajeva           | Jeff T. Thomas | Aaron Allen                 | 28. prosince 2015  | 7. října 2016  |
| 19           | 9         | The Legend of Gabi Miskova            | Příběh Gabi Miškové             | Ken Biller     | Andrew Chapman a Raf Green  | 28. prosince 2015  | 14. října 2016 |
| 20           | 10        | The Legend of Alexei Volkov           | Příběh Alexeje Volkova          | Ken Biller     | Matthew Newman a Ken Biller | 28. prosince 2015  | 14. října 2016 |